# Sašo Jereb
Sašo Jereb, slovenski judoist, * 20. januar 1983, Žiri.
Sašo Jereb je za Slovenijo nastopil na Poletnih olimpijskih igrah 2004 v Atenah, kjer je nastopil v lahki kategoriji.

## Uspehi
| Leto | Tekmovanje                | Dosežek  | Kategorija    |
| ---- | ------------------------- | -------- | ------------- |
| 2005 | Evropsko prvenstvo v judu | 7. mesto | Lahka (73 kg) |
| 2004 | Evropsko prvenstvo v judu | 7. mesto | Lahka (73 kg) |